# Papilio buddha
Papilio buddha (denominada popularmente, em inglês, Malabar banded peacock) é uma borboleta da família Papilionidae e subfamília Papilioninae, endêmica da região indiana dos Gates Ocidentais, encontrada principalmente entre o sul de Goa e o norte de Querala. Foi classificada por John Obadiah Westwood, em 1872, em textoː "Descriptions of some new Papilionidae"; publicado nos Transactions of the Entomological Society of London (relatórios da sociedade de entomologia de Londres). Sua lagarta se alimenta de plantas do gênero Zanthoxylum; espécie Zanthoxylum rhetsa (família Rutaceae). Ela é considerada borboleta-símbolo do estado de Querala; encontrada apenas em florestas perenes (que permanecem verdes durante todo o ano) e florestas semiperenes.

## Descrição e hábitos
Esta espécie possui, vista por cima, asas de um negro salpicado de escamas esverdeadas, nas partes onde se encontram com o corpo do inseto, com uma faixa verde ou azul (a mesma borboleta tem cores diferentes, dependendo da incidência de luz) brilhante atravessando a parte mais ou menos central das asas dianteiras e que vai se alargando na medida em que preenche as asas traseiras, de sua parte central até a margem das asas posteriores e acima  de duas manchas em forma de ocelos de margens avermelhadas. O lado de baixo é castanho escuro, com áreas mais ou menos pálidas e com manchas alaranjadas, nas asas posteriores, em forma de letras C (ou lúnulasː manchas que lembram o aspecto que a Lua assume quando está passando das fases nova para quarto crescente, ou cheia para quarto minguante) preenchidas em negro. Adultos costumam polinizar plantas encontradas na região, como Lantana camara ou Clerodendrum paniculatum.

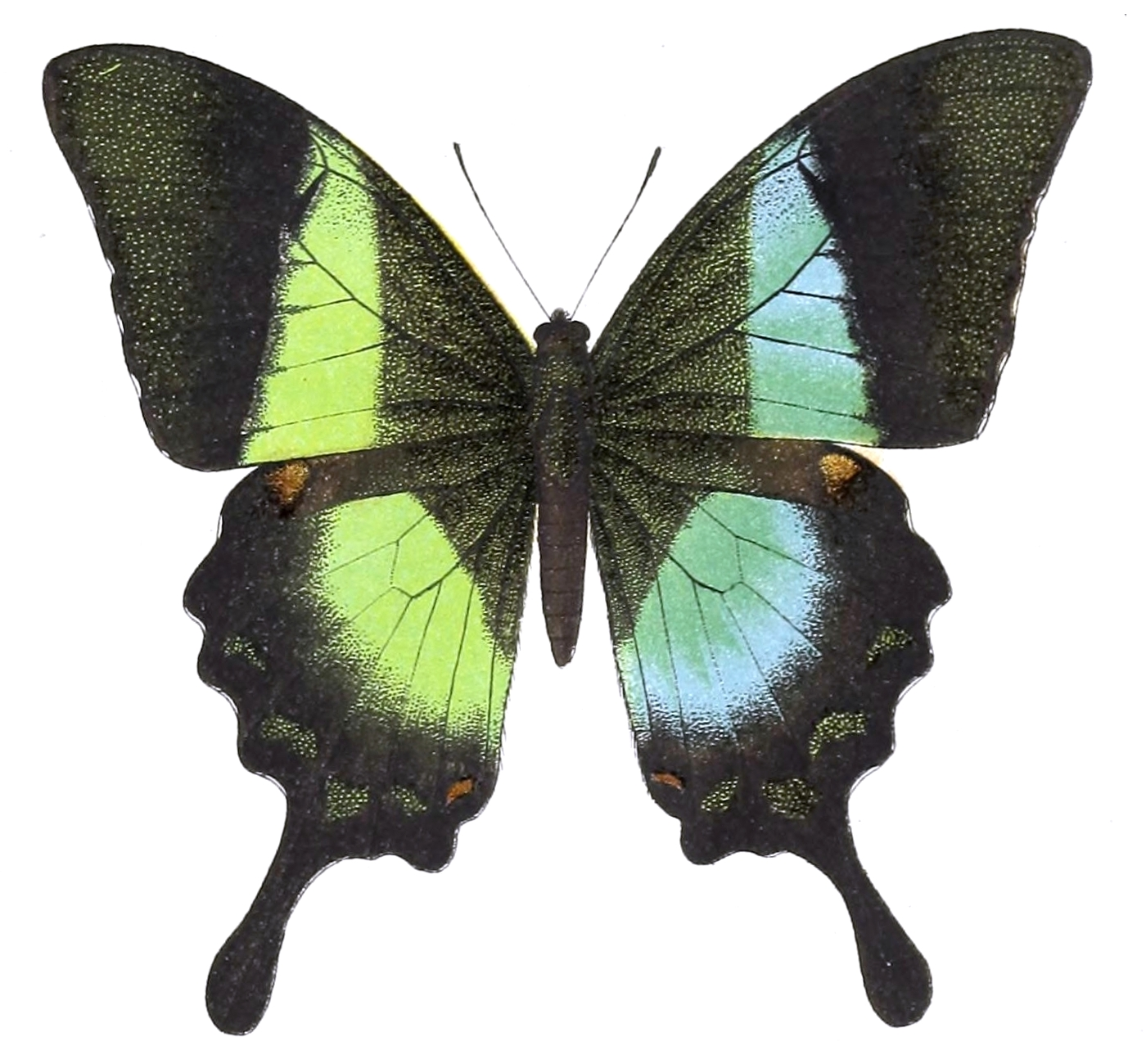
P. buddha em obra de Adalbert Seitz que mostra o fenômeno de mudança de sua coloração alar.
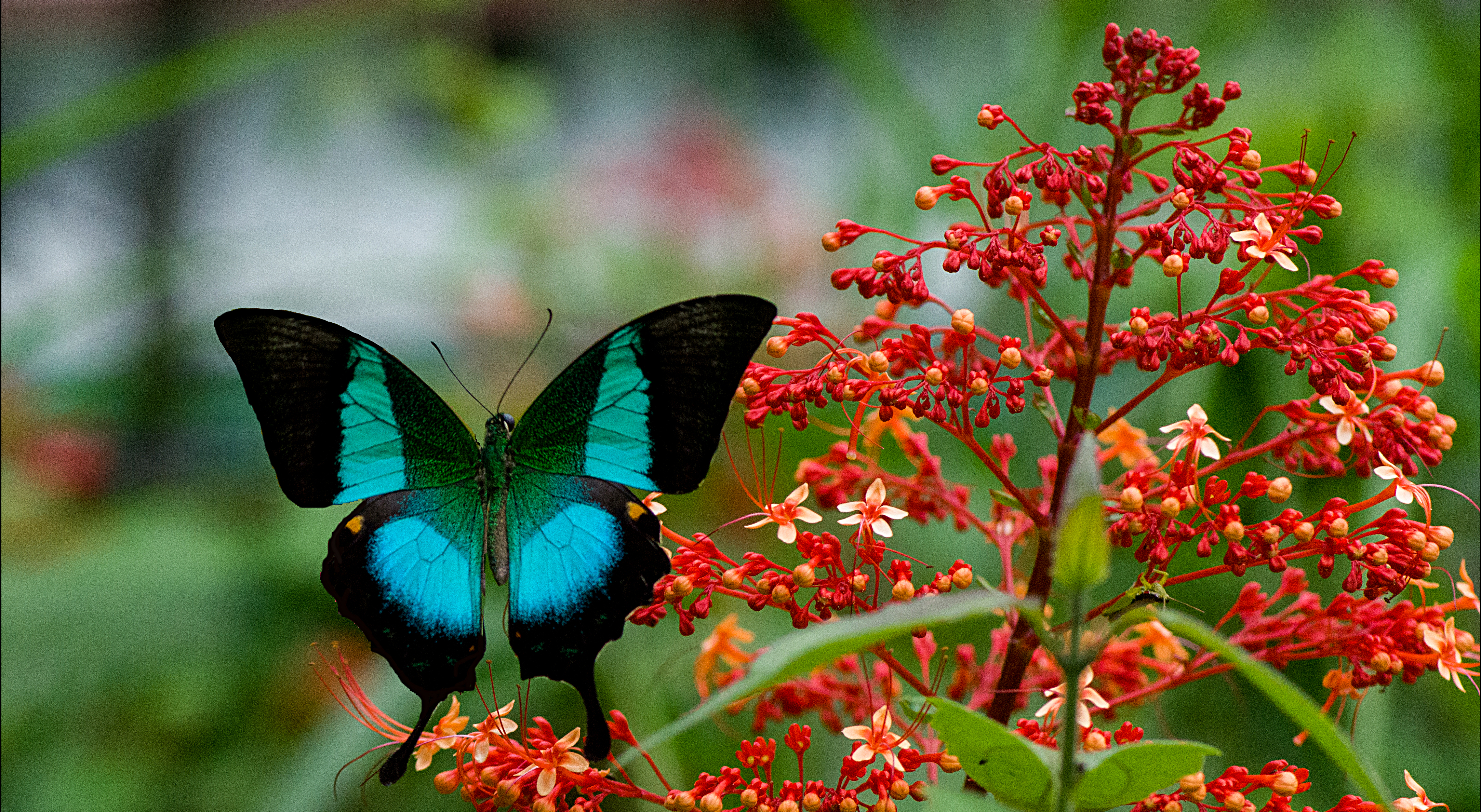
P. buddha se alimentando do néctar das flores de Clerodendrum paniculatum.
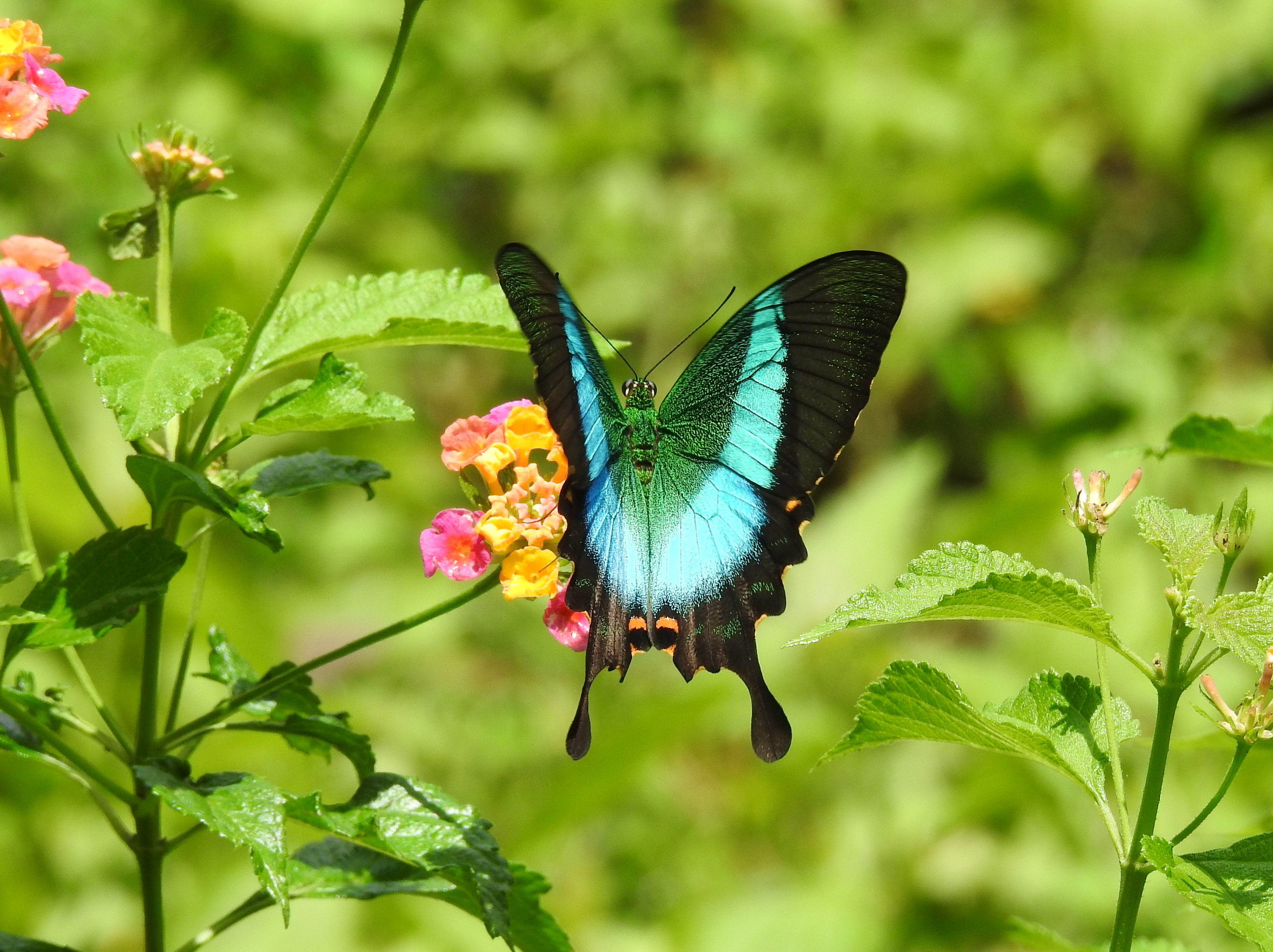
P. buddha se alimentando do néctar das flores de Lantana camara.

## Conservação
Papilio buddha é legalmente protegida na Índia sob o Anexo II da Lei de Proteção à Vida Selvagem de 1972.